# Берија (Кентаки)
Берија (енгл. Berea) град је у америчкој савезној држави Кентаки.

## Демографија
По попису из 2010. године број становника је 13.561, што је 3.71 (37,7%) становника више него 2000. године.
| Група             | 2000.         | 2010.          |
| Белци             | 9.059 (92,0%) | 12.135 (89,5%) |
| Афроамериканци    | 424 (4,3%)    | 547 (4,0%)     |
| Азијати           | 86 (0,9%)     | 167 (1,2%)     |
| Хиспаноамериканци | 98 (1,0%)     | 360 (2,7%)     |
| Укупно            | 9.851         | 13.561         |